# Nigeria en los Juegos Olímpicos de Múnich 1972
Nigeria estuvo representada en los Juegos Olímpicos de Múnich 1972 por un total de 25 deportistas que compitieron en 2 deportes.  
El portador de la bandera en la ceremonia de apertura fue el atleta Benedict Majekodunmi.

## Medallistas
El equipo olímpico nigeriano obtuvo las siguientes medallas:
| Nombre         | Deporte | Competición          |
| -------------- | ------- | -------------------- |
| Oro            |         |                      |
| —              |         |                      |
| Plata          |         |                      |
| —              |         |                      |
| Bronce         |         |                      |
| Isaac Ikhouria | Boxeo   | Semipesado (81 kg) M |